# Première littéraire
Pour des articles plus généraux, voir Baccalauréat littéraire et Classe de première française.
En France, la classe de première littéraire (ou première L) est de 1995 à 2019 la deuxième année du lycée, lorsque l'élève choisit le baccalauréat littéraire.

La première littéraire dans les études secondaires en France.

C'est l'une des trois anciennes séries de la classe de première générale, avec la première économique et sociale et la première scientifique. En 2019, les séries générales sont supprimées du fait de la réforme du baccalauréat général et technologique et réforme du lycée.

## Généralités
La classe de première scientifique est accessible après la seconde générale et technologique. À la fin de l'année, les élèves passent les épreuves anticipées du baccalauréat. L'année suivante, les élèves passent en terminale littéraire.

## Matières enseignées (2011-2019)
Avec la réforme du lycée de 2010 qui s'applique de 2011 à 2019 pour la classe de première, la grille horaire se présente de la manière suivante :

### Enseignements obligatoires communs aux trois séries générales
| Enseignement                   | Horaire hebdomadaire de l'élève (en h) |
| ------------------------------ | -------------------------------------- |
| Français                       | 4                                      |
| Histoire-géographie            | 4                                      |
| Langue vivante 1               | 3                                      |
| Langue vivante 2               | 2                                      |
| Éducation physique et sportive | 2                                      |
| Enseignement moral et civique  | 0,5                                    |
| Accompagnement personnalisé    | 2                                      |
| Travaux personnels encadrés    | 1                                      |
| Vie de classe                  | 10 heures annuelles                    |

### Enseignements obligatoires spécifiques à la série L
| Enseignement                                                | Horaire hebdomadaire de l'élève (en h) |
| ----------------------------------------------------------- | -------------------------------------- |
| Littérature                                                 | 2                                      |
| Littérature étrangère en langue étrangère (LELE)            | 2                                      |
| Sciences                                                    | 1 h 30                                 |
| un enseignement obligatoire parmi :                         |                                        |
| Cinéma-Arts-Audiovisuel                                     | 5                                      |
| Droit et grands enjeux du monde contemporain (en terminale) | 3                                      |
| Arts du cirque                                              | 8                                      |
| Langues et cultures de l’Antiquité (latin ou grec)          | 3                                      |
| Langue vivante 3                                            | 3                                      |
| Langue vivante 1 ou 2 approfondie                           | 3                                      |
| Mathématiques                                               | 3                                      |

### Enseignement facultatif
Les élèves peuvent choisir l'atelier artistique de 72 heures annuelles ou une ou deux options facultatives supplémentaires parmi :
- Langue vivante 3
- Langues et cultures de l'Antiquité (latin ou grec)
- Éducation physique et sportive
- Arts et culture
- Hippologie et équitation
- Pratiques sociales et culturelles
- Pratiques professionnelles

## Matières enseignées (1995-2011)
Les grilles horaires de 1995-1996 à 2010-2011 (avant la réforme du lycée de 2010) sont les suivantes :

### Enseignements obligatoires
Le programme est composé d'un tronc commun comportant les matières suivantes :
| Enseignement                            | Horaire hebdomadaire de l'élève |
| --------------------------------------- | ------------------------------- |
| Français                                | 4                               |
| Littérature                             | 2                               |
| Histoire-géographie                     | 4                               |
| Langue vivante 2                        | 2                               |
| Littérature étrangère                   | 2                               |
| Langue vivante 1                        | 2/3                             |
| Enseignement scientifique               | (1,5)                           |
| Éducation physique et sportive          | 2                               |
| Éducation civique, juridique et sociale | 1                               |
| Accompagnement personnalisé             | 2                               |
| Travaux personnels encadrés             | 2                               |

### Enseignement obligatoire au choix
L'élève doit choisir un enseignement parmi :
| Enseignement                                 | Horaire hebdomadaire de l'élève |
| -------------------------------------------- | ------------------------------- |
| Latin                                        | 3                               |
| Grec                                         | 3                               |
| Langue vivante 1                             | 2                               |
| Langue vivante 2                             | 3                               |
| Langue vivante 2,                            | 1 + (1)                         |
| Langue vivante 3,                            | 3                               |
| Mathématiques                                | 3                               |
| Arts                                         | 4 8 les arts du cirque          |
| Droit et grands enjeux du monde contemporain | 4                               |

À ces matières s'ajoutent, théoriquement :
- 10 heures annuelles de vie de classe (heures gérées par le professeur principal) ;
- 72 heures annuelles d'atelier d'expression artistique[N 13].

### Option(s) facultative(s)
Les élèves peuvent choisir en plus une ou deux options facultatives supplémentaires parmi :
| Enseignement                   | Horaire hebdomadaire de l'élève |
| ------------------------------ | ------------------------------- |
| Latin                          | 3                               |
| Grec                           | 3                               |
| Langue vivante 3,              | 3                               |
| Éducation physique et sportive | 3                               |
| Arts                           | 3                               |